# Port lotniczy Treasure Cay
Port lotniczy Treasure Cay – port lotniczy na wyspie Wielkie Abaco, w miejscowości Treausure Cay (Bahamy).